# Germán Gil y Yuste
Germán Gil y Yuste (Valencia, 30 de mayo de 1866 - Madrid, 14 de agosto de 1948) fue un militar español que colaboró con el golpe militar que intentó derrocar la II República y que desencadenó la Guerra Civil Española. Ocupó, tras el conflicto, varios cargos del Gobierno del general Franco.

## Biografía
Con el grado de coronel de Infantería, fue nombrado director de la Academia de Infantería de Toledo (llamada entonces Academia General Militar) en octubre de 1918, bajo el reinado de Alfonso XIII. Al día siguiente del golpe de Estado del general Primo de Rivera (13 de septiembre de 1923), Gil y Yuste, desde su puesto de general gobernador de la provincia de Logroño, se hizo cargo del Gobierno Civil de la provincia, y se puso a su disposición. Estuvo en el cargo hasta el 26 de septiembre de 1924.
Tras la proclamación de la II República el 14 de abril de 1931, se produjo su salida del ejército, acogiéndose a la Ley Azaña.
Se unió al bando sublevado tras el Golpe de Estado que desembocó en la Guerra Civil Española, siendo nombrado el 21 de julio gobernador civil de Álava por el general Ángel García Benítez, líder de la sublevación en Vitoria. Meses más tarde sustituyó al General Cabanellas como Jefe de la V División Orgánica, con sede en Zaragoza. Como General de División fue, desde el 18 de agosto de 1936, vocal de la Junta de Defensa Nacional que asumió el gobierno de la zona dominada por los sublevados, y secretario de Guerra desde el 4 de octubre de 1936 al 31 de enero de 1938. El 30 de septiembre de 1946 le fue impuesta la gran cruz de la Orden de Carlos III.

## Imputado por crímenes contra la humanidad y detención ilegal
En 2008, fue uno de los treinta y cinco altos cargos del franquismo imputados por la Audiencia Nacional en el sumario instruido por Baltasar Garzón por los presuntos delitos de detención ilegal y crímenes contra la humanidad que supuestamente habrían sido cometidos durante la Guerra civil española y los primeros años del régimen de Franco. El juez declaró extinguida la responsabilidad criminal de Gil y Yuste cuando recibió constancia fehaciente de su fallecimiento, acaecido sesenta años antes.